# 526 Jena
526 Jena је астероид главног астероидног појаса. Приближан пречник астероида је 41,49 km,
а средња удаљеност астероида од Сунца износи 3,116 астрономских јединица (АЈ).
Инклинација (нагиб) орбите у односу на раван еклиптике је 2,171 степени, а орбитални период износи 2009,104 дана (5,500 година). Ексцентрицитет орбите астероида износи 0,138.
Апсолутна магнитуда астероида износи 10,17 а геометријски албедо 0,087.
Астероид је откривен 14. марта 1904. године.